# Anna Maria Pierangeli
Anna Maria Pierangeli, nota anche con lo pseudonimo di Pier Angeli nei paesi anglofoni (Cagliari, 19 giugno 1932 – Beverly Hills, 10 settembre 1971), è stata un'attrice italiana attiva anche nel cinema statunitense negli anni cinquanta e sessanta.
L'attrice Marisa Pavan era sua sorella gemella.

## Biografia

### Carriera
Nata a Cagliari da Luigi ed Enrichetta Romiti, marchigiani originari di Pesaro, crebbe a Roma, con la sorella gemella Maria Luisa detta Marisa (anch'essa divenuta attrice) e la sorella minore Patrizia. Il padre Luigi, un architetto, un giorno accompagnò Anna Maria nella casa che lui aveva realizzato a Roma per l'ex diva del cinema muto Rina De Liguoro, dove la giovane fu notata dal regista Léonide Moguy, che era alla ricerca di un volto nuovo per il suo nuovo film. Così, nonostante la contrarietà del padre, la diciassettenne Pierangeli debuttò al fianco di Vittorio De Sica nel melò Domani è troppo tardi diretto da Moguy e presentato alla Mostra del cinema di Venezia nel 1950.
Il film registrò un ottimo successo di pubblico e l'anno dopo le fece vincere il Nastro d'argento alla migliore attrice protagonista. Dopo la morte del padre e un analogo film per lo stesso regista, Domani è un altro giorno (1951), Anna Maria fu invitata a Hollywood dove esordì con Teresa, diretto dal premio Oscar Fred Zinnemann e girato in esterni a Roma. Di corporatura minuta e piccola di statura ma fresca, spontanea, garbata, Anna Maria ebbe un successo immediato.
Fu ribattezzata Pier Angeli, divenendo una delle prime attrici italiane ad affermarsi anche a Hollywood. Firmò un contratto di sette anni con la Metro-Goldwyn-Mayer, che non sempre la utilizzò al meglio e la diede spesso in prestito ad altre majors. Nel 1952 fu diretta da Richard Brooks in L'immagine meravigliosa e da Andrew Marton ne I lupi mannari. Nello stesso anno fu premiata con il Golden Globe come miglior promessa femminile. L'anno dopo interpretò Sombrero (1953) di Norman Foster, un film francese con Fernandel e un episodio di Storia di tre amori. Il progetto di un Romeo e Giulietta accanto a Marlon Brando fu accantonato quando si seppe che un film analogo era già in lavorazione in Italia. Il più grande insuccesso commerciale della Pierangeli fu Il calice d'argento, sontuoso kolossal del 1954, nonché esordio cinematografico di Paul Newman.

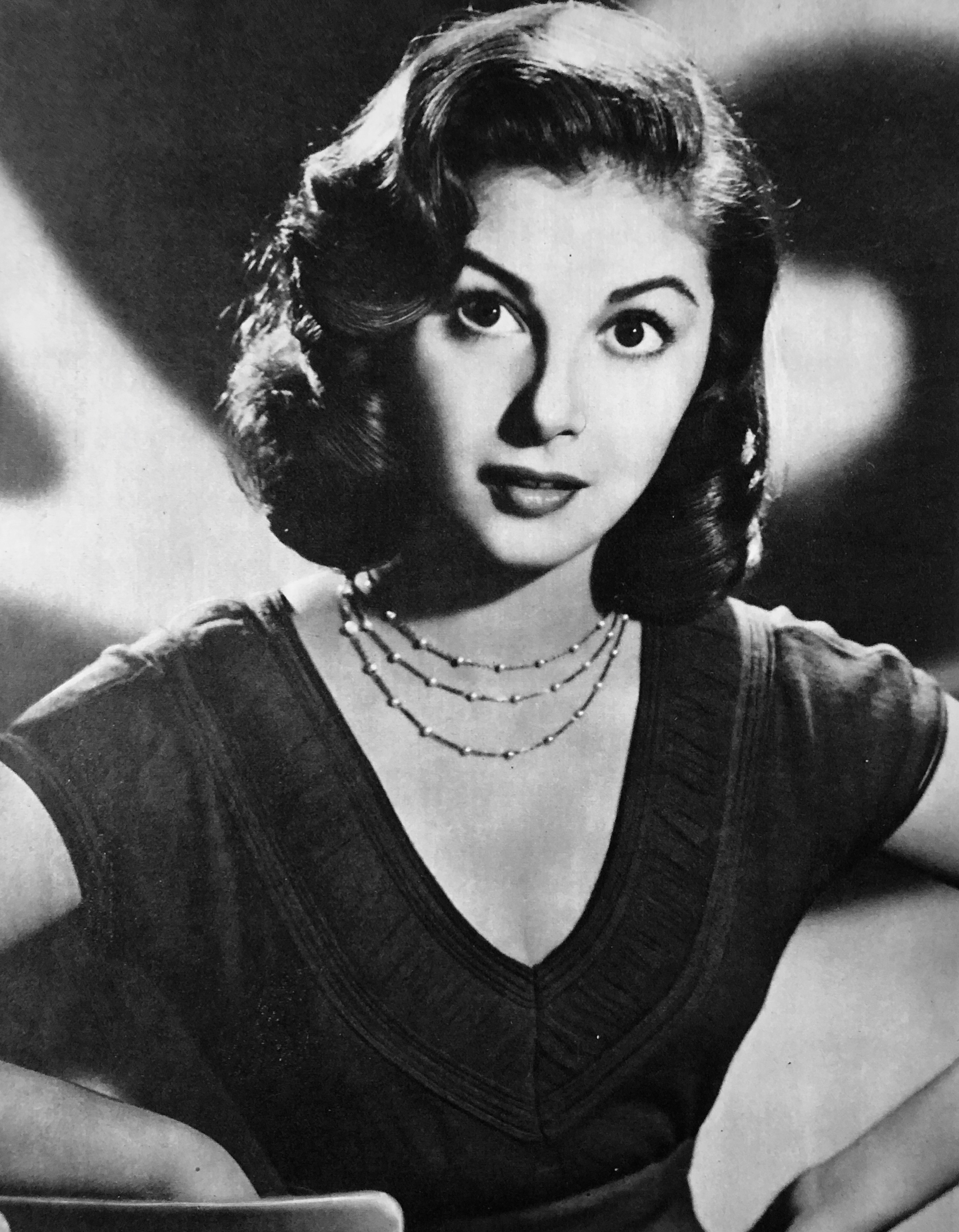
Anna Maria Pierangeli nel 1954

Nel 1955 fu candidata all'Henrietta Award come migliore attrice dell'anno. In seguito alternò parti da protagonista in film importanti a ruoli secondari in pellicole commerciali e alcune apparizioni televisive. Particolarmente importanti furono Lassù qualcuno mi ama (1956) di Robert Wise, con Paul Newman, e La tortura del silenzio (1960), diretto in Inghilterra da Guy Green, per cui fu candidata al premio BAFTA come migliore attrice straniera.
Nel 1958, prima di tornare in Europa, interpretò il ruolo di Bernadette Soubirous in diretta per un canale TV statunitense, nel centenario delle apparizioni mariane a Lourdes. L'anno dopo incise le canzoni italiane più popolari dell'epoca in un disco a 33 giri che ebbe una distribuzione internazionale. Tornò a vivere a Roma nel 1960 e la seconda fase della sua carriera cinematografica, svoltasi per lo più in Italia, non le offrì grandi opportunità.

### Morte
Alla fine degli anni sessanta la Pierangeli era sola, con due divorzi alle spalle e professionalmente in declino mentre i suoi due figli, ancora piccoli, vivevano lontano da lei, in quanto la loro custodia era stata in entrambi i casi affidata ai rispettivi padri. A seguito di ulteriori fallimenti nella vita sentimentale, movimentate controversie con il fisco italiano e crescenti difficoltà economiche, cadde in un grave stato depressivo che determinò un ricovero in una clinica psichiatrica.
Per necessità interpretò altri film italiani ed europei di natura commerciale, nei generi western, bellico e fantascienza. Vani furono i tentativi dell'amica Debbie Reynolds e della sorella gemella Marisa di reintrodurla negli ambienti di Hollywood. Il 10 settembre 1971 fu trovata morta nel suo appartamento di Beverly Hills: aveva 39 anni. Il referto medico parlò di "intossicazione chimica" da sovra-dosaggio di farmaci. Per volere della sorella gemella Marisa è stata sepolta in Francia nel cimitero di Rueil-Malmaison, nei pressi di Parigi.

## Vita privata
Dopo una relazione sentimentale con l'attore Kirk Douglas, suo partner nel film Storia di tre amori, nell'estate del 1954 la Pierangeli s'innamorò dell'allora astro nascente James Dean. La relazione e un possibile matrimonio fra i due furono fortemente ostacolati dalla famiglia della giovane e soprattutto dalla madre per motivi religiosi, in quanto Dean non era cattolico.
Nel novembre del 1954, a sorpresa, la Pierangeli si unì in matrimonio con il cantante e attore Vic Damone, italo-americano e cattolico, da cui ebbe il suo primo figlio, Perry, nell'agosto 1955. Quattro anni dopo si separò da lui e avviò una lunga battaglia legale per la custodia del figlio.

Il 14 febbraio 1962 si risposò a Londra con il compositore e direttore d'orchestra Armando Trovajoli; l'anno seguente la coppia ebbe un figlio, Howard Andrea, ma anche questo secondo matrimonio si concluse con un divorzio. 

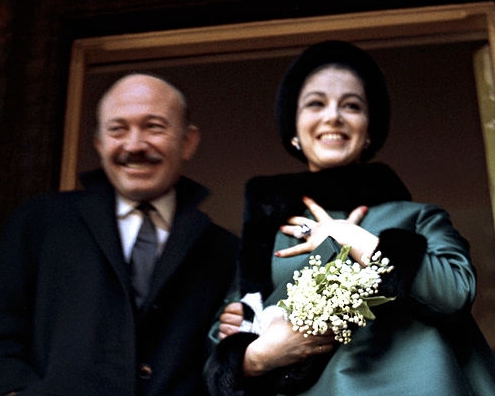
Anna Maria Pierangeli con il secondo marito, Armando Trovajoli

## Filmografia

Anna Maria Pierangeli nel film Santarellina di Yves Allégret (1953)

Anna Maria Pierangeli nel film Per mille dollari al giorno di Silvio Amadio (1966)

### Cinema
- Domani è troppo tardi, regia di Léonide Moguy (1950)
- Domani è un altro giorno, regia di Léonide Moguy (1951)
- Teresa, regia di Fred Zinnemann (1951)
- L'immagine meravigliosa (The Light Touch), regia di Richard Brooks (1951)
- I lupi mannari (The Devil Makes Three), regia di Andrew Marton (1952)
- Storia di tre amori (The Story of Three Loves), episodio "Equilibrium", regia di Gottfried Reinhardt (1953)
- Sombrero, regia di Norman Foster (1953)
- Santarellina (Mam'zelle Nitouche), regia di Yves Allégret (1954)
- La fiamma e la carne (The Flame and the Flesh), regia di Richard Brooks (1954)
- Il calice d'argento (The Silver Chalice), regia di Victor Saville (1954)
- Donne... dadi... denaro! (Meet Me in Las Vegas), non accreditata, regia di Roy Rowland (1956)
- Lassù qualcuno mi ama (Somebody Up There Likes Me), regia di Robert Wise (1956)
- Porto Africa (Port Afrique), regia di Rudolph Maté (1956)
- I clandestini della frontiera (The Vintage), regia di Jeffrey Hayden (1957)
- Il principe del circo (Merry Andrew), regia di Michael Kidd (1958)
- SOS Pacific, regia di Guy Green (1959)
- La tortura del silenzio (The Angry Silence), regia di Guy Green (1960)
- L'ammutinamento, regia di Silvio Amadio (1961)
- Sodoma e Gomorra, regia di Robert Aldrich (1962)
- I moschettieri del mare, regia di Steno (1962)
- OSS 117 minaccia Bangkok (Banco à Bangkok pour OSS 117), regia di André Hunebelle (1964)
- Berlino: appuntamento per le spie, regia di Vittorio Sala (1965)
- La battaglia dei giganti (Battle of the Bulge), regia di Ken Annakin (1965)
- MMM 83 - Missione Morte Molo 83, regia di Sergio Bergonzelli (1966)
- Per mille dollari al giorno, regia di Silvio Amadio (1966)
- Caccia ai violenti (One Step to Hell), regia di Nino Scolaro (1968)
- Rose rosse per il führer, regia di Fernando Di Leo (1968)
- Kol Mamzer Melech, regia di Uri Zohar (1968)
- La vera storia di Frank Mannata (¡Viva América!), regia di Javier Setó (1969)
- Addio, Alexandra, regia di Enzo Battaglia (1969)
- Nelle pieghe della carne, regia di Sergio Bergonzelli (1970)
- Quell'amore particolare, regia di Carlo Martinelli (1970)
- Octaman, regia di Harry Essex (1971)

### Televisione
- Westinghouse Desilu Playhouse – serie TV, episodio 1x01 (1958)

## Riconoscimenti
- Golden Globe
  - 1952 – Migliore attrice debuttante per Teresa
  - 1955 – Candidatura all'Henrietta Award

- Nastro d'argento
  - 1951 – Migliore attrice protagonista per Domani è troppo tardi

- BAFTA
  - 1961 – Candidatura alla migliore attrice protagonista per La tortura del silenzio

## Doppiatrici italiane
Pur essendo italiana, Anna Maria Pierangeli è stata doppiata in alcuni dei suoi film, principalmente in quelli da lei girati a Hollywood. Le voci appartengono a:
- Germana Calderini in L'immagine meravigliosa, I lupi mannari, Storia di tre amori, Sombrero, La fiamma e la carne, Lassù qualcuno mi ama, I clandestini della frontiera
- Maria Pia Di Meo in La tortura del silenzio, Sodoma e Gomorra, I moschettieri del mare, La battaglia dei giganti
- Fiorella Betti in Il calice d'argento
- Rosetta Calavetta in L'ammutinamento
- Vittoria Febbi in Berlino: appuntamento per le spie
- Benita Martini in Rose rosse per il führer
- Valeria Valeri in Addio, Alexandra
- Gabriella Genta in Quell'amore particolare